# Torhild Bransdal

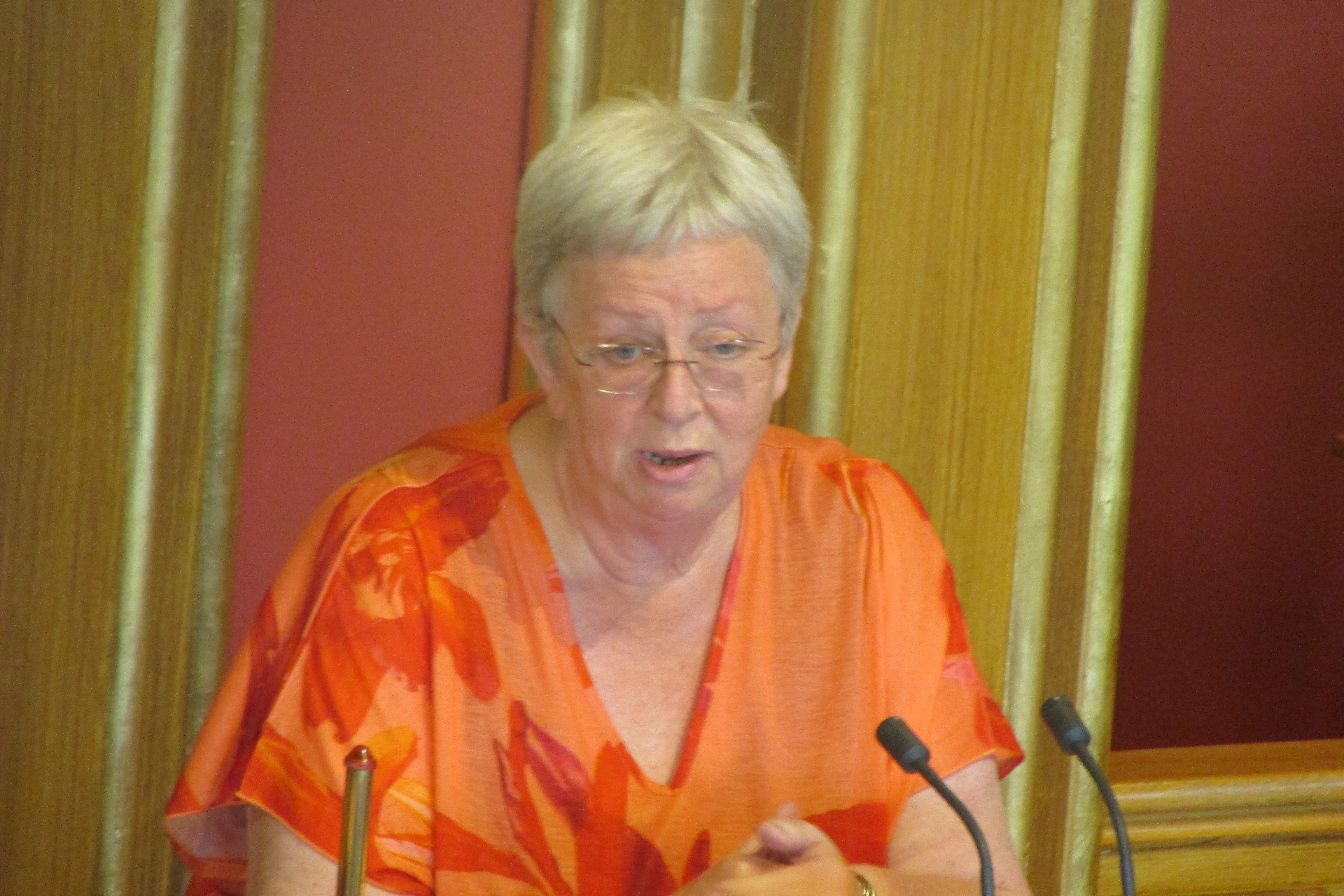
Torhild Bransdal, 2018

Torhild Bransdal (* 10. April 1956; † 28. September 2022 in Kristiansand) war eine norwegische Politikerin der christdemokratischen Kristelig Folkeparti (KrF). Von 2017 bis 2021 war sie Abgeordnete im Storting.

## Leben
Im Jahr 1999 wurde Bransdal Bürgermeisterin von Vennesla, was sie bis 2017 blieb. Damit wurde sie im Jahr 2015 die bis dahin am längsten amtierende Frau im Bürgermeisterposten einer norwegischen Gemeinde. In der Zeit zwischen 2005 und 2011 sowie zwischen 2013 und 2015 stand sie der KrF in der damaligen Provinz Vest-Agder vor.
Bransdal zog bei der Parlamentswahl 2017 erstmals in das norwegische Nationalparlament Storting ein. Dort vertrat sie den Wahlkreis Vest-Agder und wurde Mitglied im Kommunal- und Verwaltungsausschuss. Im Januar 2019 wurde sie Teil des Fraktionsvorstands der KrF-Gruppierung. Im März 2020 gab sie bekannt, aufgrund einer Krebserkrankung bei der Wahl 2021 nicht erneut für einen Sitz im Storting kandidieren zu wollen. In der Folge schied sie im Herbst 2021 aus dem Parlament aus.
Bransdal starb im September 2022 im Alter von 66 Jahren an ihrer Erkrankung.